# Hylettus ramea
Hylettus ramea là một loài bọ cánh cứng trong họ Cerambycidae.